# سبدنشین چاب
سبدنشین چاب (نام علمی: Cisticola chubbi) نام یک گونه از سرده سبدنشین است.